# Lance!TV
Lance!TV ou TV L!, (anteriormente TV Lance!) é a Web TV do jornal esportivo Lance!. Lançada no ano de 2006, ela conta com estúdios próprios no Rio de Janeiro e em São Paulo, e apresenta diariamente mais de duas horas de programação exclusiva.

## Histórico
No dia 6 de fevereiro de 2012, ela começou a transmitir flashes ao vivo a partir dos treinos dos principais clubes de futebol de São Paulo e do Rio de Janeiro.
Em outubro de 2012, o Grupo Lance! implementou uma reformulação da Lance!TV, que se estendeu desde o logotipo, o layout do site, até o projeto dos estúdios. A partir de então a Web TV mudou seu nome para Lance!TV, aceitando-se também a sigla L!TV
Em dezembro de 2013, o portal IG fechou uma parceria com o grupo Lance!, e desde então passou a disponibilizar videos de futebol produzido pela Lance!TV em seu website.
Em julho de 2014, o Grupo Lance! firmou parceria com a Dailymotion para distribuição dos videos produzidos pela L!TV em seu portal.

## Programas
- Lance! Total - Apresentado por Fernanda Maia, é um telejornal noturno que traz um apanhado das notícias do dia.[2]
- Qual é o Lance![2]
- Lance! Entrevista[2]
- Lance! na Rede[2]